# Mathías Pinto
Mathías Daniel Pinto Mell (Santiago, Chile, 13 de julio de 1998), es un futbolista profesional chileno que se desempeña como Extremo Derecho y actualmente milita en Rangers de la Primera B de Chile.

## Trayectoria

### Universidad de Chile (2014-2017)
Tras ser una de las promesas de las divisiones inferiores del Club Universidad de Chile, y tras su gran desempeño en el Campeonato Sudamericano de Fútbol Sub-15 de 2013 en Bolivia, el jugador fue probado en el Liverpool tras aquel Sudamericano. Un año después, Pinto debutó en el primer equipo de la U a los 16 años, en un partido ante Santiago Morning por la Copa Chile 2014-15 en el 30 de julio de 2014 donde ingresó en el minuto 74 por Guzmán Pereira cuando la U iba ganando 4-1 y en el minuto 90 anotó el 5-1 final.
Sin embargo, el jugador no tuvo más minutos volviendo a jugar por las divisiones inferiores de la U, teniendo pocas convocatorias en el primer equipo. La última vez que fue convocado por el primer equipo, fue en el Torneo Clausura 2017 ante Cobresal, el 5 de mayo de 2017 donde la U ganó por 4-0 pero Pinto no sumó minutos, finalmente la U fue campeón y tuvo a Pinto de igual manera como campeón ya que estuvo en una convocatoria.

### San Marcos de Arica (2017)
Tras apenas disputar un partido en 3 años con la U, partió en calidad de préstamo a San Marcos de Arica el 23 de junio de 2017 donde recién debutó en la última fecha del Torneo de Transición de la Primera B 2017 en el 12 de noviembre ante Iberia donde ingresó en el minuto 83 ante Renato González de la Hoz. Ambos equipos terminarían empatando 1-1, marcando el descenso de Iberia a la Segunda División Profesional de Chile. San Marcos por su parte clasificó a la Liguilla de Promoción para obtener el segundo cupo para el ascenso a Primera División.
San Marcos tuvo que jugar la semifinal ante Unión La Calera donde en la ida, jugada el 25 de noviembre en Arica, ganó el equipo del norte por 1-0 y Pinto apenas jugó los minutos de descuento al entrar en el minuto 92 por Matías Campos López. En la vuelta, disputada el 6 de diciembre en Quillota tras la remodelación del estadio de La Calera, La Calera remontó el partido con un 2-0 donde 5 minutos después del segundo gol calerano (minuto 83) ingresó Pinto por José Martínez para tratar de empatar el global, sin embargo San Marcos terminó siendo eliminado.
En su paso por San Marcos de Arica jugó 3 partidos solamente en todo el segundo semestre del 2017.

### Deportes Melipilla (2018)
Tras su paso por Arica, fue cedido nuevamente por la U a Deportes Melipilla donde debutó en la primera fecha (pendiente por 1 mes) disputada el 9 de marzo frente a Deportes La Serena entrando en el minuto 74 por Ricardo Fuenzalida.
En la fecha 6, disputada ante su exequipo San Marcos de Arica, jugó por primera vez de titular como profesional, donde fue reemplazado en el entretiempo por Emilio Hernández y Melipilla sacó un punto al empatar 0-0. A partir de allí jugaría un encuentro de titular y a veces entraría desde la banca en los últimos minutos, hasta la fecha 12 ante Deportes Copiapó donde al entrar en el minuto 57 por Ezequiel Pérez anotó el único gol del partido en el minuto 62, y logró sacar del descenso momentáneo a Melipilla y a partir de ahí, sería titular indiscutido hasta el fin de la temporada (salvo la fecha 30), destacando que marcó 3 goles en 3 partidos seguidos (Deportes Puerto Montt, Santiago Wanderers y San Marcos de Arica).
El jugador terminó como uno de los goleadores del torneo de la Primera B de Chile 2018 con 9 goles, y su equipo terminó en el décimo puesto con 39 puntos, a 6 de la Liguilla de Promoción.

### Ñublense (2019)
Luego de una buena temporada, Mathías Pinto volvió a la U a entrenar en el 21 de noviembre de 2018, insinuando que buscaba quedarse en el cuadro laico. Sin embargo, no tuvo cabida en el equipo de Frank Darío Kudelka y el 16 de diciembre fue cedido nuevamente, esta vez a Ñublense, pero tras su fin de contrato a fin de año, no volvería a la U a menos que lo ficharan.
El exazul, debutó en la fecha 1 del torneo de Primera B de Chile 2019 en el 16 de febrero de 2019 ante Deportes Puerto Montt donde anotó el segundo gol de Ñublense y empataron finalmente 2-2.
Junto a Ñublense, consiguieron el ascenso a la Primera División de Chile, donde compiten actualmente.

## Selección nacional

### Selecciones menores
Tras sus buenas actuaciones en las divisiones inferiores del Club Universidad de Chile, fue convocado por el técnico Miguel Ponce para disputar la Copa Mundial de Fútbol Sub-17 de 2015 en su país natal Chile. Chile fue ubicado en el grupo A junto a Croacia, Estados Unidos y Nigeria. Pinto solo sumó minutos ante Nigeria donde entró en el minuto 63 por Gonzalo Jara y Chile perdió 5-1 aquel partido. Chile se clasificó a octavos de final tras vencer a Estados Unidos por 4-1 pero fue eliminado por México al caer por 1-4.

#### Participaciones en selecciones menores
| Mundial                             | Sede    | Resultado        | PJ | Goles |
| ----------------------------------- | ------- | ---------------- | -- | ----- |
| Sudamericano Sub-15 de 2013         | Bolivia | Cuarto lugar     | 6  | 2     |
| Copa Mundial Sub-17 de 2015         | Chile   | Octavos de final | 1  | 0     |
| Torneo Esperanzas de Toulon de 2019 | Francia | 7.° puesto       | 3  | 1     |

## Estadísticas
| Club                         | Div.          | Temporada     | Liga  | Liga  | Copas nacionales | Copas nacionales | Torneos internacionales | Torneos internacionales | Total | Total |
| Club                         | Div.          | Temporada     | Part. | Goles | Part.            | Goles            | Part.                   | Goles                   | Part. | Goles |
| ---------------------------- | ------------- | ------------- | ----- | ----- | ---------------- | ---------------- | ----------------------- | ----------------------- | ----- | ----- |
| Universidad de Chile · Chile | 1.ª           | 2014-15       | —     | —     | 1                | 1                | —                       | —                       | 1     | 1     |
| Universidad de Chile · Chile | 1.ª           | 2015-16       | —     | —     | —                | —                | —                       | —                       | 0     | 0     |
| Universidad de Chile · Chile | 1.ª           | 2016-17       | —     | —     | —                | —                | —                       | —                       | 0     | 0     |
| Universidad de Chile · Chile | Total club    | Total club    | 0     | 0     | 1                | 1                | 0                       | 0                       | 1     | 1     |
| San Marcos de Arica · Chile  | 2.ª           | 2017          | 3     | 0     | —                | —                | —                       | —                       | 3     | 0     |
| San Marcos de Arica · Chile  | Total club    | Total club    | 3     | 0     | 0                | 0                | 0                       | 0                       | 3     | 0     |
| Deportes Melipilla · Chile   | 2.ª           | 2018          | 23    | 8     | —                | —                | —                       | —                       | 23    | 8     |
| Deportes Melipilla · Chile   | Total club    | Total club    | 23    | 8     | 0                | 0                | 0                       | 0                       | 23    | 8     |
| Ñublense · Chile             | 2.ª           | 2019          | 23    | 14    | 3                | 0                | —                       | —                       | 26    | 14    |
| Coquimbo Unido · Chile       | 1.ª           | 2020          | 11    | 3     | 0                | 0                | 1                       | 0                       | 12    | 3     |
| Coquimbo Unido · Chile       | Total club    | Total club    | 11    | 3     | 0                | 0                | 1                       | 0                       | 12    | 3     |
| Ñublense · Chile             | 2.ª           | 2020          | 12    | 9     | —                | —                | —                       | —                       | 12    | 9     |
| Ñublense · Chile             | 1.ª           | 2021          | 16    | 3     | 4                | 0                | —                       | —                       | 20    | 3     |
| Ñublense · Chile             | 1.ª           | 2022          | 14    | 2     | 1                | 0                | —                       | —                       | 15    | 2     |
| Ñublense · Chile             | Total club    | Total club    | 65    | 28    | 8                | 0                | 0                       | 0                       | 73    | 28    |
| Total carrera                | Total carrera | Total carrera | 102   | 39    | 9                | 1                | 1                       | 0                       | 112   | 40    |
| 1. 2. 3. 4.                  |               |               |       |       |                  |                  |                         |                         |       |       |

## Palmarés

### Campeonatos nacionales
| Título           | Club                 | País  | Año    |
| ---------------- | -------------------- | ----- | ------ |
| Primera División | Universidad de Chile | Chile | 2017-C |
| Primera B        | Ñublense             | Chile | 2020   |

### Distinciones individuales
| Distinción                                          | Año  |
| --------------------------------------------------- | ---- |
| Máximo goleador de la Primera B de Chile (14 goles) | 2019 |